# ヤギ乳のチーズ一覧
ヤギ乳のチーズ一覧を示す。

## 種類
- イェトスト (ノルウェー)
- イルコッタ (マルタ)
- ヴァランセ (チーズ) (フランス)
- ジュベイナ (マルタ)
- シレネ (バルカン半島諸国)
- ナーブルスチーズ (中東地域諸国)
- ハルーミ (キプロスなど)
- ピカンテ・ダ・ベイラ・バイシャ (ポルトガル)
- プーリニ＝サン＝ピエール (フランス)
- フェタチーズ (ギリシャ)
- ブロッチュ (フランスコルシカ島)
- ミチトラ (ギリシャ)
- ルーシャン (中国)
- ロカマドゥール (チーズ)
- ロマーノチーズ (イタリア)

## ブランドまたは分類名
- フロマージュ・フォール (フランス)
- シェーブルチーズ (フランスなど)

## 参照項目
- チーズの一覧
- 羊乳のチーズ一覧